# リュドミラ・パホモワ
リュドミラ・アレクセーエヴナ・パホモワ（ロシア語: Людми́ла Алексе́евна Пахо́мова、1946年12月31日 - 1986年5月17日）は、旧ソビエト連邦出身の女性アイスダンス選手。パートナーは夫でもあるアレクサンドル・ゴルシコフ。
インスブルックオリンピック金メダリスト。世界フィギュアスケート選手権優勝6回。

## 経歴
- 1965-1966年シーズン、ヴィクトール・ルイシキンと組む。
- 1966-1967年シーズンよりアレクサンドル・ゴルシコフと組む。
- 1970年-1974年、1976年世界フィギュアスケート選手権優勝。
- 1970年、パートナーでもあるアレクサンドル・ゴルシコフと結婚。
- 1976年インスブルックオリンピックで初めて正式種目とされたアイスダンスで金メダルを獲得。
- 1986年5月17日、癌のためモスクワで死去、ヴァガニコヴォ墓地に埋葬。
- 1988年世界フィギュアスケート殿堂入り。

## 主な戦績
| 大会/年      | 66-67 | 67-68 | 68-69 | 69-70 | 70-71 | 71-72 | 72-73 | 73-74 | 74-75 | 75-76 |
| ------------ | ----- | ----- | ----- | ----- | ----- | ----- | ----- | ----- | ----- | ----- |
| オリンピック |       |       |       |       |       |       |       |       |       | 1     |
| 世界選手権   | 13    | 6     | 2     | 1     | 1     | 1     | 1     | 1     |       | 1     |
| 欧州選手権   | 10    | 5     | 3     | 1     | 1     | 2     | 1     | 1     | 1     | 1     |

戦績はアレクサンドル・ゴルシコフと組んで以降。